# Love unlimited (nummer)

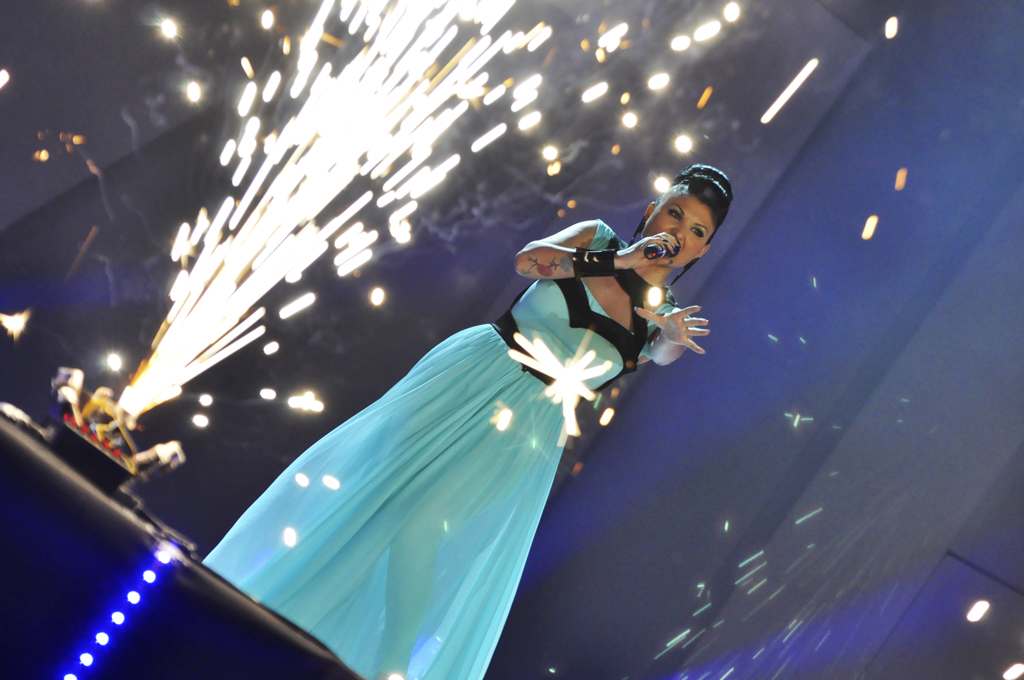
Sofi Marinova zingt Love unlimited tijdens de Bulgaarse voorronde voor het Eurovisiesongfestival 2012.

Love unlimited is het lied van Bulgaarse zangeres Sofi Marinova dat Bulgarije vertegenwoordigde tijdens het Eurovisiesongfestival in 2012.
In het lied komt de zin "Ik hou van jou" voor in tien verschillende talen waaronder het Frans, Engels en Turks.
Het lied is gecomponeerd door Yasen Kozev en Krum Georgiev deze twee componisten waren ook verantwoordelijk voor de Bulgaarse bijdrage van het Eurovisiesongfestival 2010. De tekst is afkomstig van Doni Vasileva.
Bulgarije trad tijdens het Eurovisiesongfestival 2012 als achtste aan opmerkelijk aan het optreden was dat Sofi alleen op het podium stond. Aan het einde van het lied kwam er vuurwerk tevoorschijn in de vorm van ronddraaiende bloemmotieven.
In de tweede halve finale behaalde Love Unlimited 45 punten op een gedeelde 10e plaats. Noorwegen eindigde met evenveel punten als Bulgarije, maar mocht door omdat het van meer landen punten had gekregen dan Bulgarije. Het was voor de 5de keer op rij dat Bulgarije zich niet wist te plaatsen voor de finale van het liedjesfestijn.